# Henry Cooymans
Hendricus Johannes Cornelis Josephus (Henry) Cooymans (Den Bosch, 6 september 1834 – aldaar, 16 november 1904) was een Nederlands organist, componist en dirigent. Cooymans had de leiding over een sigarettenfabriek in de Hinthamerstraat.

## Achtergrond
Hij werd geboren binnen het gezin van (toen) boekhouder Joannes Gerardus Cooymans en Hendrica Josepha de Leeuw. Vader hield er later een drankfabriek gespecialiseerd in advocaat op na (J.G. Cooymans en Zn; slogan "Advocaatje leef je nog"). Hijzelf was getrouwd met Joanna Adriana Gieliam. In juli 1904 hield men nog een jubileumfeest voor de organist.

## Muziek
Zijn muziekopleiding kreeg hij van de heer Christiaans, organist van de Bossche Sint Cathrienkerk. Hij zong ook in het koor van die kerk en verving de heer Christiaans weleens op het orgel. Hij was van 1859 tot aan zijn dood organist van de Sint Pieterskerk in Den Bosch en leider van de liedertafel "Oefening en uitspanning" aldaar, waarvan zijn vader een van de oprichters is geweest. Hij was er dirigent van het orkest (vanaf 1860) en later had hij de algehele leiding (vanaf 1880). In 1888 nam hij van beide functies afstand. Vanaf 1874 was hij bovendien bestuurslid van de gemeente-muziekschool en later ook van het hoofdbestuur van de Nederlandschen Nationale Zangersbond.
Van zijn hand verscheen beperkt aantal werken:
- Avondlied, op tekst van Jan Pieter Heije, voor zangstem en piano
- Lied der liefde, op tekst van E. Bouman, voor zangstem (tenor, bariton of mannenkoor) en piano
- een Mis
- een feestcantate voor solisten, mannenkoor en orkest voor het koningsfeest 12 mei 1875
- een feestcantate voor solisten, mannenkoor en orkest op tekst van J. Francken voor de opening van het Concertgebouw in Den Bosch (juni 1885)
- Jagerkoor voor koor en orkest, dat nationale bekendheid kreeg doordat de zanger Willem C. Deckers het zong tijdens een liefdadigheidsconcert voor slachtoffers van een overstroming (Wie aan den armen geeft, die leent aan God den Heer).